# Karcinogenní složky cigaretového kouře
Podle údajů amerického úřadu Health and Human Services, jsou následující uvedené látky obsažené v cigaretovém kouři pro člověka karcinogenní:
| Chemická látka                                   | Množství (v jedné cigaretě)                                                                                             |
| ------------------------------------------------ | --- |
| Acetaldehyd                                      | 980 mikrogramů až 1.37 miligramů                                                                                        |
| Akrylonitril - Nitril kyseliny akrylové          | původně mezi 1 a 2 miligramy. Tento prostředek byl používán jako fumigant v tabáku. Byl používán do spotřebování zásob. |
| 4-Aminobiphenyl                                  | 0.2 až 23 nanogramů v jedné cigaretě                                                                                    |
| o-Anisidine Hydrochloride                        | není známo |
| Arsen                                            | není známo |
| Benzen                                           | 5.9 až 75 mikrogramů |
| Beryllium                                        | 0.5 nanogramů |
| 1,3-butadien                                     | 152 až 400 mikrogramů                                                                                                   |
| Kadmium                                          | 1.7 mikrogramů |
| 1,1-Asymetrický dimethylhydrazin UDMH            | není známo |
| Ethylenoxid                                      | není známo |
| Formaldehyd                                      | není známo |
| Furan                                            | není známo |
| Heterocyklické sloučeniny                        | není známo |
| Hydrazin                                         | 32 mikrogramů |
| Isopren                                          | 3.1 miligramů |
| Olovo                                            | není známo |
| Naftylamin R                                     | 1.5 až 35 nanogramů |
| Nitromethan                                      | není známo |
| N-Nitrosodi-n-Butylamin                          | 3 nanogramů |
| N-Nitrosodiethanolamin                           | 24 až 36 nanogramů |
| N-Nitrosodiethylamin                             | až 8.3 nanogramů |
| N-Nitrosodimethylamin                            | 5.7 až 43 nanogramů |
| N-Nitrosodi-n-Propylamin                         | 1 nanogram |
| 4-(N-Nitrosomethylamino)-1-(3-Pyridyl)-1-Butanon | až 4.2 mikrogramů |
| N-Nitrosonornicotin                              | 14 mikrogramů |
| N-Nitrosopiperidin                               | není známo |
| N-Nitrosopyrrolidin                              | 113 nanogramů |
| N-Nitrososarcosin                                | 22 až 460 nanogramů |
| Polonium-210                                     | proměnlivé, záleží na půdě a hnojivu použitých pro růst tabáku                                                          |
| Polyaromatické uhlovodíky                        | 28 až 100 miligramů |
| o-Toluidin                                       | 32 nanogramů |
| Vinylchlorid                                     | 5.6 až 27 nanogramů |